# Peter Aufschnaiter
Peter Aufschnaiter (Kitzbühel, 2 november 1899 - Innsbruck, 12 oktober 1973) was een Oostenrijkse bergbeklimmer, landbouwkundig ingenieur, geograaf en cartograaf.

## Biografie
Peter Aufschnaiters vader was meubelmaker. Zijn middelbare-schoolopleiding volgde hij aan het gymnasium in Kufstein. In 1917 moest hij zijn middelbare-schoolperiode onderbreken toen hij werd opgeroepen voor militaire dienst aan het Italiaans front (Eerste Wereldoorlog). Na deze oorlog voltooide hij zijn schoolopleiding en ging vervolgens in München landbouwtechniek studeren. Gedurende zijn verblijf in de Beierse hoofdstad vervolgde hij zijn bergklimactiviteiten en ontmoette daarbij hij bekende Duitse bergbeklimmers van zijn tijd.
Nadat hij in 1927 zijn landbouwstudie succesvol had afgesloten, nam hij in 1929 en 1931 deel aan Duitse expedities naar de Kangchenjunga. In 1936 werd hij aangesteld als bestuurder van de Deutsche Himalaja-Stiftung die door de nazi's voor hun doelstellingen werd gebruikt. In de zomer van 1939 reisde Aufschnaiter af naar het toenmalige Brits-Indië om de Duitse expeditie naar de Nanga Parbat te leiden. Een van de expeditiedeelnemers was Heinrich Harrer. Het beoogde doel, de beklimming van deze in hoogte negende berg van de wereld, werd niet bereikt. Gedurende deze expeditie brak de Tweede Wereldoorlog uit en op de terugweg werden de Duitse expeditieleden door de Britse autoriteiten geïnterneerd.
Uiteindelijk wist Aufschnaiter op 29 april 1944 met enkele anderen uit gevangenschap te ontsnappen. Na een lange voettocht over hoge Himalayapassen en vervolgens door het westen en zuiden van Tibet bereikte hij samen met Harrer op 15 januari 1946 Lhasa. Daar is hij gebleven tot hij op 20 december 1950, als gevolg van de inval van het Chinese Volksleger in Tibet, gedwongen werd om te vluchten. Tijdens zijn bijna vijfjarig verblijf in Lhasa heeft hij geholpen met de ontwikkeling van een waterkrachtcentrale en een kanaalsysteem. Ook als cartograaf heeft hij de Tibetaanse overheid gediend. In tegenstelling tot Harrer, die onmiddellijk na zijn vlucht uit Lhasa naar India vertrok, verbleef Aufschnaiter nog ongeveer 10 maanden elders in Tibet.
In de verfilmde autobiografie van Heinrich Harrer, Sieben Jahre in Tibet [Zeven jaar in Tibet; Seven Years in Tibet], staan de belevenissen in Tibet beschreven. Minder bekend is dat ook over de Tibetaanse belevenissen van Peter Aufschnaiter, op basis zijn aantekeningen, een boek is verschenen. Daarin staan tevens veel door hem gemaakte foto's en schetsen afgebeeld.
Na zijn vlucht uit Tibet werkte hij vanaf 1952 enkele jaren in Nepal als cartograaf. Daarna deed hij dit werk in New Delhi voor het Indiase leger. In 1956 trad hij in Kathmandu als landbouwexpert in dienst van de FAO, de voedsel- en landbouworganisatie van de Verenigde Naties. Hij verkreeg de Nepalese nationaliteit, waardoor hij gebieden kon bezoeken die voor buitenlanders gesloten waren. Tijdens een bezoek aan zo'n niet-toegankelijk gebied ontdekte hij zeer waardevolle Vroegboeddhistische muurschilderingen. Later lukte het hem als eerste bezoeker uit een niet-communistisch land Tibet nog één keer te bezoeken.
Op 12 oktober 1973 stierf hij in het ziekenhuis van de universiteit van Innsbruck. Hij vond zijn laatste rustplaats op de begraafplaats van Kitzbühel.
In de film Seven Years in Tibet (1997) wordt de rol van Peter Aufschnaiter gespeeld door de Britse acteur David Thewlis.